# Limnaiomyces hydrocharis
Limnaiomyces hydrocharis är en svampart som beskrevs av Thaxt. 1900. Limnaiomyces hydrocharis ingår i släktet Limnaiomyces och familjen Laboulbeniaceae.   Inga underarter finns listade i Catalogue of Life.